# Коммуна (Гунибский район)
Коммуна (вариант Чох-Коммуна) — село в Гунибском районе Дагестана. Входит в состав сельского поселения Сельсовет Чохский.

## Население
| 1939 | 1970 | 1989 | 2002 | 2010 | 2021 |
| ---- | ---- | ---- | ---- | ---- | ---- |
| 132  | ↗269 | ↗526 | ↗660 | ↗734 | ↗827 |

## История
Село создано в 1929 году как первая сельскохозяйственная коммуна района. Организаторами стали семь семей активистов из аула Чох, которым был выделен участок земли в местности Урулоци,.